# Noriko Nakagawa
Noriko Nakagawa (中川典子 Nakagawa Noriko) is een personage uit de film Battle Royale. Ze werd gespeeld door actrice Aki Maeda.

## Voor Battle Royale
Noriko is een leerling op de fictieve Shiroiwa Junior High School. Ze hoorde niet echt bij een groepje, maar ging vaak om met Yukie Utsumi en haar groep. Haar beste vriendin was Megumi Eto. Ze was verliefd op Shuya Nanahara.
In de film komen er twee flasbacks voor waarin Noriko op haar school te zien is:
- Noriko is alleen in de klas met haar leraar Kitano. Wanneer hij vertrekt, wordt hij door een leerling neergestoken met een vlindermes. De leerling, Yoshitoki Kuninobu, laat zijn mes vallen en rent weg. Wanneer Kitano het bloed van zijn been veegt, pakt Noriko snel het mes.

- In een andere scène wordt duidelijk dat Noriko erg gepest werd op school. Ze wordt door Mayumi Tendo, Yoshimi Yahagi en Fumiyo Fujiyoshi opgesloten in een toilet op school. Op de muren staan er beledigende teksten die duidelijk zijn gericht naar Noriko.

## Battle Royale
Noriko raakt al tijdens de instructies gewond: Wanneer Yoshitoki Kuninobu vermoord wordt, rent ze naar hem toe en wordt in de arm geschoten door een soldaat. In de manga krijgt ze een schotwond van Yonemi Kamon wanneer ze Yoshitoki probeert te helpen. In het boek wordt ze in haar been geschoten.
Ze wordt op het begin beschermd door Shuya, de beste vriend van Yoshitoki. Yoshitoki was namelijk verliefd op haar, en daarom wilde Shuya haar helpen. Wanneer ze in de ochtend worden aangevallen door Tatsumichi Oki, vermoordt Shuya hem uit zelfverdediging. Kyoichi Motobuchi ziet dit en probeert Shuya te vermoorden. Echter, Shuya wordt gered door Shogo Kawada, die Kyoichi doodschiet met zijn wapen.
Wanneer Noriko ziek wordt van haar schotwond, moet ze verzorgd worden. Shuya brengt haar naar een kliniek, die wordt aangegeven op de kaart. Daar treffen ze opnieuw Shogo aan. Hij helpt Noriko. Echter, wanneer ze onverwachts bezoek krijgen van Kazuo Kiriyama, zijn ze hun leven niet meer zeker. Shuya rent naar buiten om hem af te leiden, waardoor ze opgesplitst raken. Noriko blijft bij Shogo.
Wanneer ze de volgende dag weg gaat om Shuya te zoeken, krijgt ze onverwachts bezoek van de gevaarlijke Mitsuko Souma. Net wanneer Mitsuko Noriko wil doodschieten, rent ze angstig weg. Als Noriko zich omdraait, ziet ze Kitano, de leraar. Hij geeft haar een paraplu en gaat vervolgens weer weg.
Wanneer ze Shuya weer vinden, is al bijna iedereen overleden. Alleen Noriko, Shuya, Shogo en Kazuo zijn nog in leven. Shogo schiet niet veel later Kazuo dood. In het boek lost Noriko zelf de fatale schot. Vervolgens verzinnen ze een plan om te verzinnen. Ze besluiten naar de legerbasis te gaan en ontdekken dat deze al is opgeblazen. Shuya vermoordt Kitano. De drie ontdekken vervolgens dat de detectors om hun nek niet meer werken. Ze ontsnappen via een boot. Op de boot overlijdt Shogo aan zijn verwondingen.
Echter, nu ze terug zijn in de bewoonde wereld zijn ze gezochte criminelen. Ze plannen een emigratie naar de Verenigde Staten.

## Na Battle Royale
Vlak voordat Shogo overlijdt, geeft hij in het boek de opdracht dat ze moeten gaan naar een specifieke dokter in Kobe. De dokter vertelt aan de twee hoe ze kunnen ontsnappen. Wanneer ze op een trein verblijven, worden ze herkend door een politieagent. Hij achtervolgt hun. Vervolgens eindigt het boek.
In de manga versie duiken ze een aantal maanden onder bij een kennis. Vlak voordat ze Japan verlaten, belt Noriko haar moeder via een beveiligde telefoonlijn. Het wordt duidelijk dat haar jongere broer is gearresteerd om zo Noriko te lokken. Noriko's moeder wil daarom geen contact meer met haar. Noriko realiseert zich dat niks haar meer in Japan houdt. Shinji Mimura's tante helpt ze de Grote Oceaan over te steken. Wanneer ze in de Verenigde Staten arriveren, besluiten ze in New York te gaan wonen.
In Battle Royale II: Requiem vertelt Shuya dat hij terug naar Japan ging om te vechten. Noriko bleef hierbij achter. Aan het einde van de film wordt ze herenigd met Shuya. Ze ziet er vredig uit.